# Agesistrata
Agesistrata, död 241 f.Kr., var en drottning av Sparta, gift med Eudamidas II (r. 275-244). Hon var dotter till Eudamidas I och Arachidamia.
Hon och hennes mor var de två rikaste kvinnorna i Sparta. Hon stödde sin sons radikala ekonomiska reformprogram efter hans tronbestigning 244. Hon var först motvillig, men övertalades av sin bror Agesilaus, och medverkade tillsammans med sin mor genom att skänka sin egen förmögenhet till reformprogrammet.  När hennes son störtades 241 blev både hon och hennes mor avrättade. 
Barn
1. Agis IV
2. Archidamus V